# Apoheterolocha torniplaga
Apoheterolocha torniplaga là một loài bướm đêm trong họ Geometridae.